# ヴェイパー・トレイルズ (ラッシュのアルバム)
『ヴェイパー・トレイルズ』 (Vapor Trails) は、カナダ出身のロックバンド、ラッシュの17作目のスタジオ・アルバム。「テスト・フォー・エコー」（1996年）から、ラッシュのオリジナルアルバムとしては6年という最長の空白期間を経てリリースされた。
「鋼の抱擁」（1975年）以降、バンド史上初にして唯一、シンセサイザーやキーボードが一切使用されていない。
ゲディ・リーはこのアルバムは単に新しい音楽のためではなく、「非常に困難な時期を経験したすべての人々の心理的健康と福祉」のために作られたものだと語った。

## 背景
1997年7月のテスト・フォー・エコー・ツアー終了後、ニール・パートは娘、そして妻を別々の悲劇で失うという事態に見舞われた。その結果、グループは長期間の活動休止に入り、その間、活動を継続できるかどうかが分からなくなった。2年間ドラミングから離れ、約8万8千キロに及ぶバイクでの自己セラピーの旅に出た。その旅の途中、バンドに戻ることを決意した。
2000年10月、ゲディ・リーはラッシュが翌年1月に集まり、新しいスタジオ・アルバムのための曲を書き、リハーサルするつもりであると発表した。
2001年1月9日、トリオはトロントのリアクション・スタジオに集まったが、3週間は何も演奏せず、彼らは、自分たちが何を実現したいのか、どのようにアルバムを形にしていくべきなのかを話し合った。
初期のジャムから生まれた曲は「シーリング・アンリミテッド」「ピーサブル・キングダム」「ノクターン」。その際、来上がったものに不満があり、数週間の休みを取ることにした。
2001年6月に休養を取った後、8月中旬に新曲のレコーディングを開始した。
プロダクションに問題があり、マスタリング時にオーディオレベルを過度に上げたため、全編に渡りクリップノイズが入っており、ダイナミクスも失われている。このことが後のリミックス盤のリリースにつながっている。

## ヴェイパー・トレイルズ： リミックス
2009年にリリースされたコンピレーション・アルバム「レトロスペクティブ III: 1989-2008」のために、「ワン･リトル･ヴィクトリー｣と｢アースシャイン｣がリミックスされた。その好評を受け、全曲をデヴィッド･ボットリルによってリミックスされ、2013年10月1日に単独リリースとボックスセット「THE STUDIO ALBUMS 1989-2007」の一部としてリリースされた。
リミックス版についてゲディ・リーは｢『ヴェイパー･トレイルズ』は、状況的にも心情的にもとても困難な時期に作られたアルバムで、その結果、間違いが起き、それを私たちは長い間修正したいと願っていた。デヴィッド･ボトリルのリミックスによって、ようやくこの作品が与えられるべき正当な音と明瞭さを得ることができた｣「『ワン･リトル･ヴィクトリー』、『シークレット･タッチ』、『シーリング･アンリミテッド』の熱情、『スウィート･ミラクル』『ハウ･イット･イズ』のメロディアスな音楽性まで、すべての曲に新しい命が与えられたんだ。ありがとう、デヴィッド！｣と語っている 。

## 収録曲
| 全作詞: ニール・パート、全作曲: アレックス・ライフソン ＆ ゲディ・リー。 |                                |                |                                        |      |
| #                                                                        | タイトル                       | 作詞           | 作曲・編曲                             | 時間 |
| 1.                                                                       | 「One Little Victory」         | ニール・パート | アレックス・ライフソン ＆ ゲディ・リー | 5:08 |
| 2.                                                                       | 「Ceiling Unlimited」          | ニール・パート | アレックス・ライフソン ＆ ゲディ・リー | 5:28 |
| 3.                                                                       | 「Ghost Rider」                | ニール・パート | アレックス・ライフソン ＆ ゲディ・リー | 5:41 |
| 4.                                                                       | 「Peaceable Kingdom」          | ニール・パート | アレックス・ライフソン ＆ ゲディ・リー | 5:23 |
| 5.                                                                       | 「The Stars Look Down」        | ニール・パート | アレックス・ライフソン ＆ ゲディ・リー | 4:28 |
| 6.                                                                       | 「How It Is」                  | ニール・パート | アレックス・ライフソン ＆ ゲディ・リー | 4:05 |
| 7.                                                                       | 「Vapor Trail」                | ニール・パート | アレックス・ライフソン ＆ ゲディ・リー | 4:57 |
| 8.                                                                       | 「Secret Touch」               | ニール・パート | アレックス・ライフソン ＆ ゲディ・リー | 6:34 |
| 9.                                                                       | 「Earthshine」                 | ニール・パート | アレックス・ライフソン ＆ ゲディ・リー | 5:38 |
| 10.                                                                      | 「Sweet Miracle」              | ニール・パート | アレックス・ライフソン ＆ ゲディ・リー | 3:40 |
| 11.                                                                      | 「Nocturne」                   | ニール・パート | アレックス・ライフソン ＆ ゲディ・リー | 4:49 |
| 12.                                                                      | 「Freeze (Part IV of "Fear")」 | ニール・パート | アレックス・ライフソン ＆ ゲディ・リー | 6:21 |
| 13.                                                                      | 「Out Of The Cradle」          | ニール・パート | アレックス・ライフソン ＆ ゲディ・リー | 5:03 |

## チャート
| Year | Chart                | 最高順位 |
| ---- | -------------------- | -------- |
| 2002 | Billboard 200        | 6        |
| 2002 | 全英アルバムチャート | 38       |

## チャート [ヴェイパー・トレイルズ： リミックス]
| Year | Chart                | 最高順位 |
| ---- | -------------------- | -------- |
| 2013 | Billboard 200        | 35       |
| 2013 | 全英アルバムチャート | 54       |